# Bob Rakušan
Bob Rakušan, vlastním jménem Bohumír Rakušan (* 6. února 1948 Praha), je český malíř, grafik a ilustrátor, představitel moderního smalt-artu.

## Tvorba
Ve své malířské tvorbě se věnuje zejména velkoplošným vypalovaným smaltům, pro které používá černý plech nebo plechový šrot, jako jsou pekáče a komponenty sporáků. K dosažení barevných tónů pracuje s rastry a jejich vzájemným vrstvením a prolínáním vytváří ve vypálené sklovině reliéfní plasticitu, vnáší do obrazu živé světlo a s ním i jeho vícepohledovost, která sebou nese často skrytá sdělení umělce vepsaná do spodních vrstev smaltu a zřejmá až při bližším prozkoumání díla. Podkladem pro tuto tvorbu jsou obvykle kresby, grafické studie a tisky. Vedle abstraktních a figurálních kompozic, lze v jeho dílech často nalézt tematiku moře, ovlivněnou jeho dlouholetým působením skippera na plachetnicích.

## Začátky
Během dvouletého období, kdy studoval figurální kresbu v atelieru Františka Nedvěda (1966–1968), vytvořil řadu kreseb (převážně portréty a akty). Pro jeho expresívní malbu tohoto období je příznačná dynamika a struktura pastózně nanášených barev, která se později objevila v jeho smaltech. Do rozporu s tímto živým pojetím se dostala realita akademických názorů a požadavků studia na Vysoké škole uměleckoprůmyslové v Praze (přípravka prof. Josefa Nováka, speciálka knižní grafiky a plakátu u prof. Františka Muziky, později u prof. Milana Hegara). Pro jeho práce ze školního období je charakteristická potlačená barevnost. Kresby převedl do grafik v technice suché jehly a akvatinty. Zabýval se portrétní tvorbou.
Uprostřed studia odjel na pět měsíců do Spolkové republiky Německo. Pro Keramik Fabrik Schardt v Rheinbachu vytvořil návrhy malovaných keramických desek. Navrhl a zrealizoval velkoplošnou mozaiku v soukromé vile v Bonnu. Vznikl cyklus maleb temperou na papíru. Práce z tohoto krátkého období vystavil na své první samostatné výstavě v autosalonu Opel Bachem v Bonnu.

## 70. léta
Od roku 1973, po ukončení studií na vysoké škole, tvořil ilustrace a užité grafiky pro řadu časopisů, knižních nakladatelství a firem (plakát, logo, propagační a knižní grafika, ilustrace pro děti). Vystavoval také plakáty na oborové výstavě užité grafiky v Galerii architekta Jaroslava Frágnera.
Koncem sedmdesátých let, po narození nejstaršího syna Davida, se opět vrátil k volné tvorbě. Vznikl cyklický soubor maloformátových obrazů, malovaných na plátně nebo na desce kombinovanou technikou. Fantastické krajiny a figurální kompozice v duchu poetického surrealismu jsou prostoupeny melancholií a symbolikou[zdroj?].
K přelomu v jeho tvorbě došlo po účasti na skupinové výstavě v Kodani v roce 1981, kde bylo jeho dílo konfrontováno s pop-artovou a avantgardní uměleckou skupinou Mult. Nastala změna vedoucí k podstatnému zjednodušení formy, které se vyznačuje barevnou výraznou plochou, ohraničenou kresebnými liniemi. Vedle několika olejomaleb vznikla na základě přípravných perokreseb řada kvašů na papíru, prostoupených plošnou barevností s důrazem na barevné kompoziční řešení. Tematikou se stala dynamika moře v kontrastu s klidnou monumentalitou jihočeských pískoven.
Po narození druhého syna Lukáše v roce 1983, byl z existenčních důvodů nucen opustit na delší čas volnou tvorbu a věnoval se propagační grafice, časopisecké a ilustrační tvorbě. Zúčastnil se přehlídky československých výtvarných umělců v roce 1985.

## Velkoplošný smalt
Od roku 1988 se opět věnoval, již nastálo, volné tvorbě. Po zkušenosti se serigrafickým tiskem nalezl pro svoji malířskou tvorbu s novou monumentalitou a plošnou barevností pocitově nejlepší techniku – techniku velkoplošného vypalovaného smaltu na plechu. Již jeho první smalty, které vystavil téhož roku na Salónu pražských výtvarných umělců v Parku kultury a oddechu, si získaly pozornost.
V roce 1989 prezentoval ještě užitou grafiku na Salónu užitého umění pražských výtvarných umělců v Parku kultury a oddechu a na skupinové výstavě v Galerii D. Téhož roku vystavil své smalty na skupinové výstavě Nová malba, ve Studentském domě ČVUT v Praze. V období do konce roku 1990 měl také samostatnou putovní výstavu po Německu – Höchst im Odenwald, Zweibrucken, Darmstadt. Tuto výstavu postupně doplňoval novými obrazy-smalty.
Mezi lety 1992 až 1997 se věnoval jachtingu na moři, později jako skiper. Tematika větru, moře a útesů se často objevuje v jeho malířské a grafické tvorbě.
Od roku 1997 začal využívat ke své tvorbě výpočetní techniku. Vznikly cyklické soubory digitální grafiky a tisků. S využitím nových možností hledal další formy a vyjádření v technice smaltu. Vytvořené smalty se vyznačují důrazem na preciznost provedení v materiálu a uvolněností kresby. Reliéfní rastrování se světelným efektem prostupuje celou malbou, umocňuje prolínání plánů barevných vrstev a nabízí varianty pro vnímání z různých pohledů.
V roce 2012 vystavoval smalty a grafické tisky na samostatné výstavě v galerii Solidet, Praha. Věnuje se rozvoji odkazu svého otce RNDr. PhMr. Bohumíra Rakušana a přípravků pro longevity RTN.

## Galerie

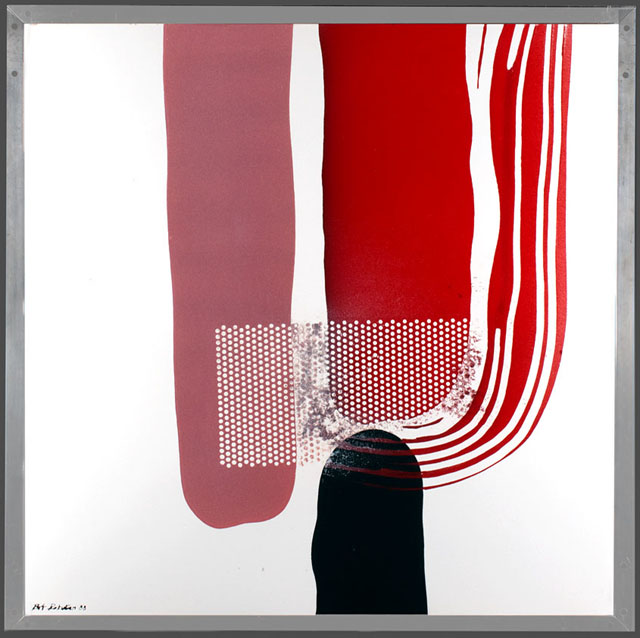
Vřelý vztah dvou, nevyjímaje třetího smalt na plechu, 80x80 cm (1988)
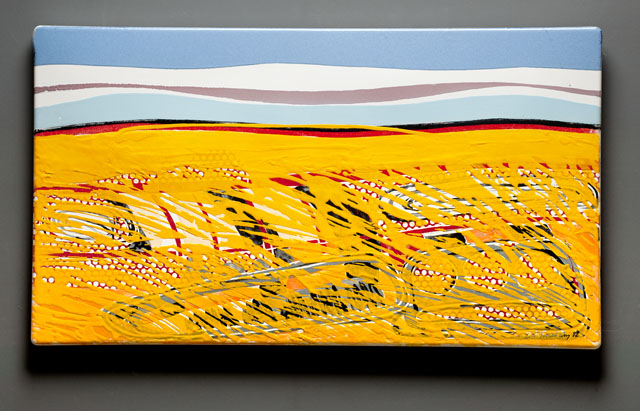
Pole (pocta Van Goghovi) smalt na plechu, 46x83 cm (2012)
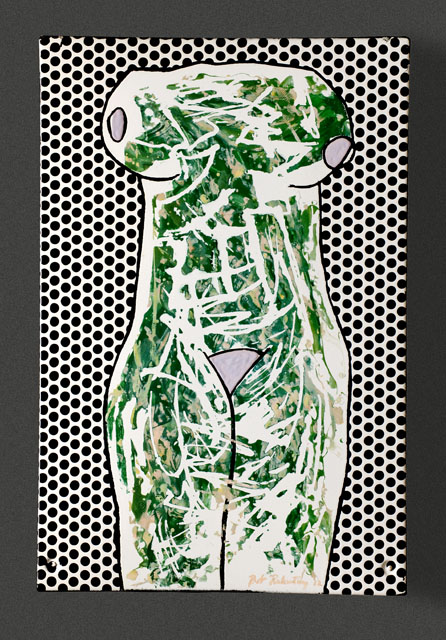
Maskované torzo smalt na plechu, 73x48 cm (2012)
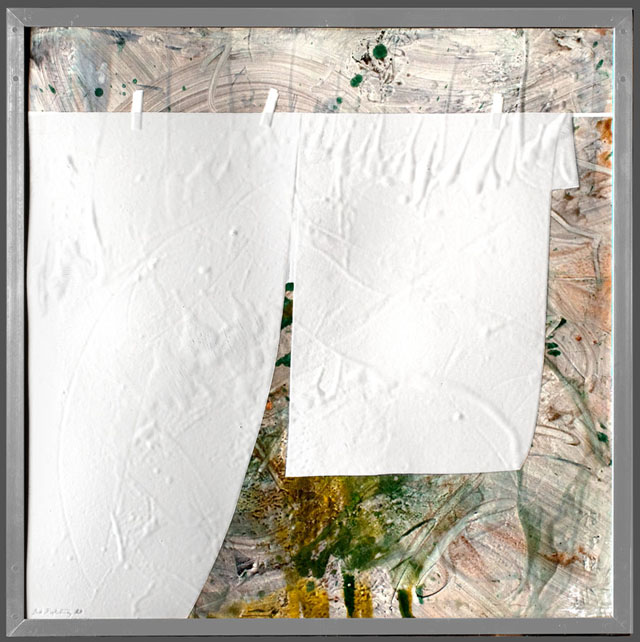
Prádlo smalt na plechu, 80x80 cm (1988)
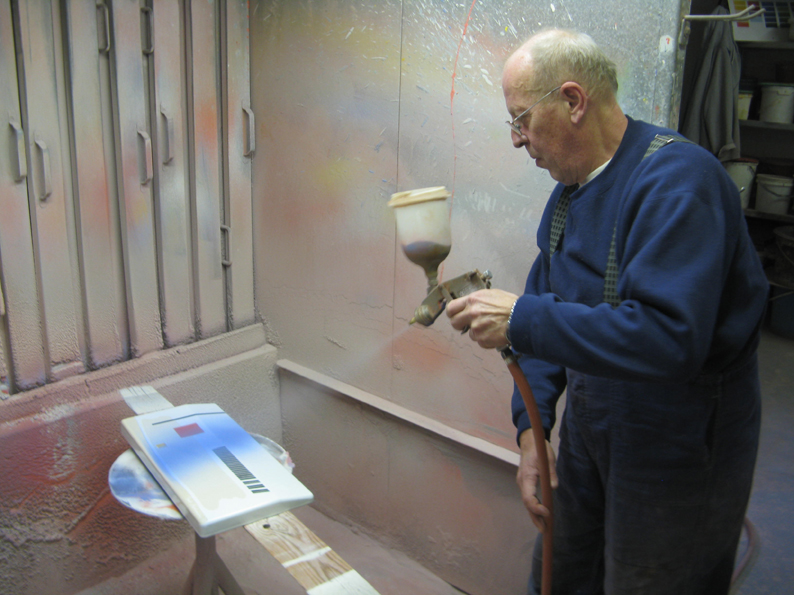
nástřik smaltu smaltovna (2012)
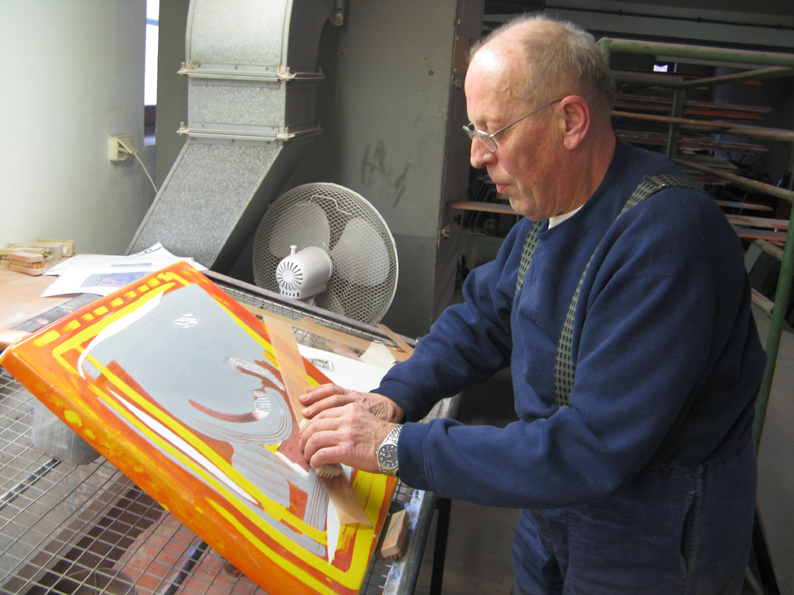
šablonování smaltovna (2012)